# Vercetti Regular (pisava)
Vercetti Regular, znan tudi kot Vercetti, je pisava sanserif, ki združuje elemente humanističnega in geometrijskega oblikovanja. Izdana je bila 8. septembra 2022 in je na voljo kot brezplačna programska oprema za osebno in poslovno uporabo, pod licenco Licence Amicale, ki omogoča uporabnikom prosto deljenje programske opreme z drugimi. 
Znaki pisave imajo kompaktno in konvencionalno strukturo, kar jih naredi združljive z raznolikimi oblikovalskimi projekti, vključno z oblikovanje spletnih strani, celostno podobo, plakati in oglaševanje.

Vercetti Regular (MFA /vərˈʧɛti ˈrɛɡjʊlər/) ima pravokoten videz in dosega uravnotežena razmerja. Diskretni lovilci črnila prispevajo k jasnosti črk. Zasnova pisave je bila ustvarjena s preoblikovanjem delov MgOpen Moderna,  pisave, ustvarjene leta 2004 v Grčiji.
Morfološko gledano ima Vercetti Regular pravokoten videz in ohranja uravnotežena razmerja. Jasnost črk prispevajo diskretni lovilci črnila.
Oblikovanje pisave temelji na preoblikovanju delov MgOpen Moderna, odprtokodne pisave, ki je bila ustvarjena leta 2004 v Grčiji.  
Izvirna različica vsebuje 326 glifov, vključno s številkami, simboli, ločili in toni, kar omogoča uporabo v vseh evropskih jezikih, ki temeljijo na latinici.
Vercetti Regular je prejel nagrado odličnosti v kategoriji Typeface Design črk na 13th Annual Typography Competition, ki ga prireja ameriška revija Communication Arts.  